# Vižovlje, Devin - Nabrežina
Vižovlje (italijansko Visogliano) so manjše naselje v Občini Devin - Nabrežina pri Trstu. Vas leži nad železniško postajo Sesljan Vižovlje, pod pobočjem vzpetin Hriba in Vranjeka s svojim prvotnim starim naseljem z okrog 15 hišami, ki se je po zadnji vojni močno razširilo proti vasema Slivno in Mavhinje.

## Zgodovina
Devinski urbar omenja Vižovlje prvič leta 1578, ko je v vasi bila naseljena edina podložna družina Gregorja Gabrovica. Leta 1794 našteva tedanji mavhinjski župnik v tej vasi že 14 družin, od katerih se je kar 12 pisalo Gabrovec. Na željo Tržačanov, ki so zahajali v Sesljan na kopanje so leta 1910 zgradili v vasi železniško postajo, proga pa je tod tekla že 50 let prej.

## Boj proti nacifašistom
V Vižovljah so 8. septembra 1943 ustanovili krajevni odbor Osvobodilne fronte, v začetku istega leta pa so blizu naselja minirali železniško progo. Sabotiranje železnice se je na območju vasi nadaljevalo tudi pod nemško okupacijo. Kot povračilni ukrep so nacifašisti 16. avgusta 1944 obkolili vas, kot tudi okoliške vasi Mavhinje, Cerovlje in Medjevas, jo požgali in deportirali 15 domačinov. Sedem domačinov je bilo v posebnih bataljonih, deset v partizanih, trije so padli v bojih, eden je umrl v taborišču. Leta 1971 je na hiši pri »Šucu« občina postavila ploščo v spomin na požig vasi.

## Dostop
Skozi Vižovlje je speljana pokrajinska cesta iz Sesljana proti Mavhinjam; tu gre tudi pot do Cerovelj, ki se ob nogometnem igrišču vključi v pokrajinsko cesto Sesljan-Cerovlje. Do vasi Slivno pelje kolovoz. Pod vasjo je dvotirna železnica Trst-Benetke-Videm. Na železniški postaji ustavijo le krajevni vlaki. Železnica je obenem ločnica med Vižovljami in Sesljanom. Na železniški postaji je tudi avtobusna postaja za povezavo po vaseh Občine Devin - Nabrežina in do Trsta. V poletnih mesecih je na voljo tudi avtobusna povezava s Sesljanskim zalivom.

## Demografska rast
Vižovlje so razmeroma mlado naselje, ki je nastalo na zemljiški posesti devinskih gospodov. Leta 1813 je vas štela le 75 prebivalcev, leta 1869 pa 126 prebivalcev. Do leta 1880 je število prebivalcev nekoliko upadlo, nato pa naraščalo do leta 1910 (265 preb. leta 1885), še posebno v desetletju 1890-1900. Sledilo je ponovno upadanje. Naselje se je izjemno povečalo v zadnjih 25 letih (442 preb. leta 2003) tako tudi število prebivalcev, ki je leta 2010 naraslo na 1400. Nova bivališča nastajajo zlasti ob cesti za Sesljan.